# Tomasz Szepietowski
Tomasz Szepietowski (ur. 17 września 1933 w Wilnie, zm. 20 marca 2017) – polski lekarz, chirurg, internista, nefrolog, profesor nauk medycznych, specjalista w zakresie chorób wewnętrznych, nefrologii i transplantologii.

## Biografia
W czasie II wojny światowej, w czerwcu 1941, został wywieziony wraz z bratem bliźniakiem i matką do syberyjskiego Kraju Ałtajskiego. Wrócił do Polski w 1946. W 1964 wykonał pierwszą dializę pozaustrojową. Założył pierwszą przetokę Quintona-Scribnera. Uzyskał wiele awansów naukowych między innymi stopień doktora habilitowanego oraz tytuł profesora (1989). W Akademii Medycznej we Wrocławiu pełnił funkcję dziekana i prodziekana na Wydziale Lekarskim. Zmarł 20 marca 2017.
Pochowany na Cmentarzu Grabiszyńskim we Wrocławiu.

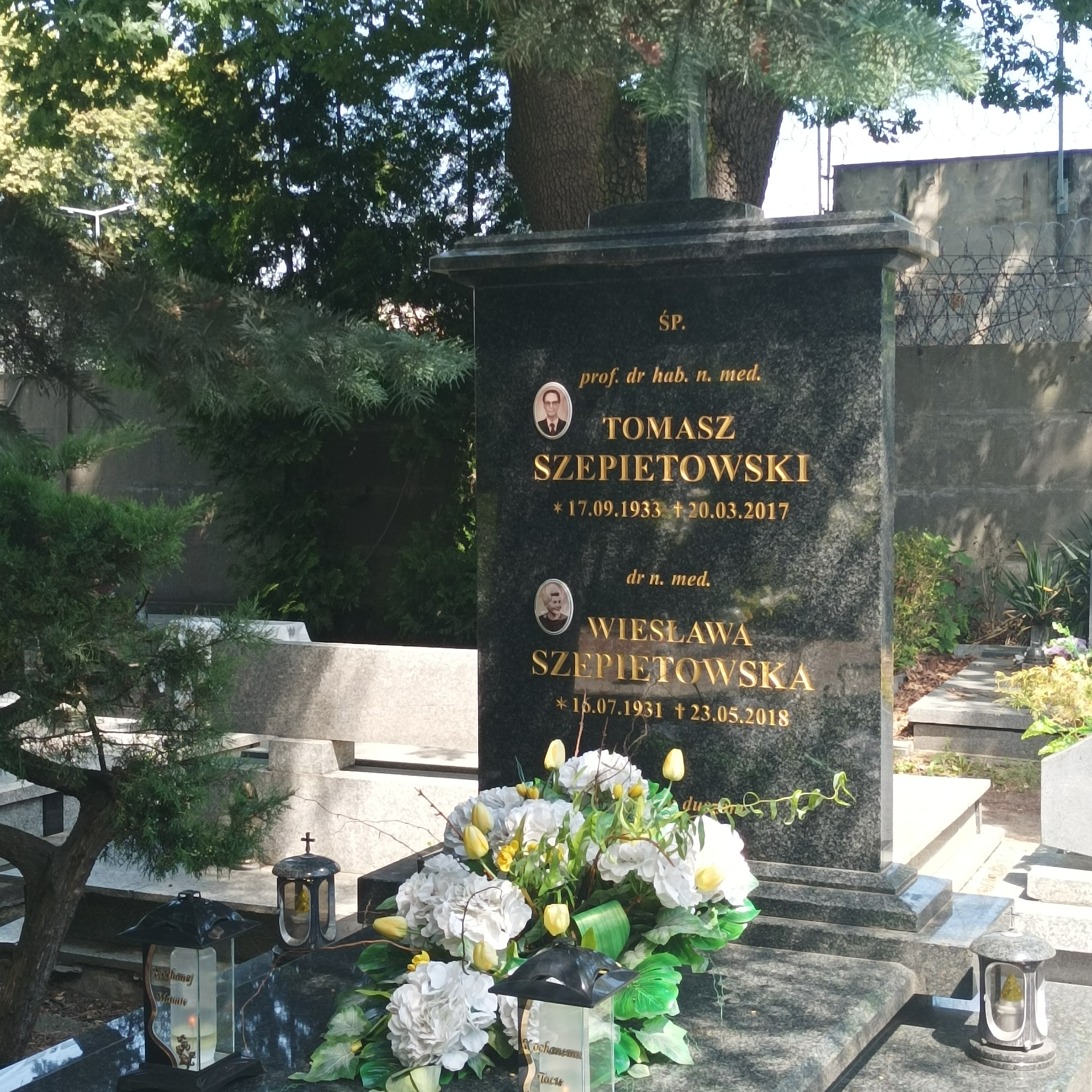
Grób prof. Tomasza Szepietowskiego na Cmentarzu Grabiszyńskim

## Odznaczenia
- Złoty Krzyż Zasługi,
- Krzyż Kawalerski Orderu Odrodzenia Polski,
- Krzyż Oficerski Orderu Odrodzenia Polski,
- Medal Komisji Edukacji Narodowej.